# علي بباييف
علي بباييف (بالعبرية: אלי בבייב‏) هو لاعب كرة قدم إسرائيلي في مركز الهجوم، ولد في 1 نوفمبر 1990 في رعنانا في إسرائيل. لعب مع Hapoel Marmorek F.C. ‏.

## وصلات خارجية
- علي بباييف على موقع الاتحاد الأوربي (الإنجليزية)
- علي بباييف على موقع قاعدة بيانات كرة القدم.إي يو (الإنجليزية)
- علي بباييف على موقع ناشيونال فوتبول تيمز (الإنجليزية)
- علي بباييف على موقع Soccerway.com (الإنجليزية)